# راسل کولینز
راسل کولینز (انگلیسی: Russell Collins; ۱۱ اکتبر ۱۸۹۷ – ۱۴ نوامبر ۱۹۶۵) بازیگر اهل ایالات متحده آمریکا بود.
از فیلم‌ها یا برنامه‌های تلویزیونی که وی در آن نقش داشته‌است می‌توان به شکست امن، شهرستان رینتری، روز بد در بلک راک، نیاگارا، خانم سیدی تامسون، مقصد گوبی، و یک وجب خاک خدا اشاره کرد.